# ハンナ・ストッキング
ハンナ・ストッキング（英：Hannah Stocking）は、アメリカ合衆国のインターネットセレブリティ、女優、モデル。YouTubeで775万人の登録者、Instagramで2120万人のフォロワー、TikTokで2600万人のフォロワーを獲得している。YouTube Musicのトーク番組「Mindie」の司会者を務めている。

## 経歴
ストッキングはカリフォルニア州ロサンゼルスで、ホリーとジョン・ストッキングの間に生まれた。姉妹にルビーがいる。ギリシャ、アルメニア、ウクライナ、ハンガリーのルーツを持つ。オレゴン州のアシュランド高校で3年間バレーボール選手として活躍した。その後、カリフォルニアに戻り、ドミニカン大学に入学し、生物学と化学を学び、バレーボール選手を続けた。
2014年、ジー・イージーの「Tumblr ガールズ」のミュージックビデオに出演し、ブリンク 182の「シーズ・アウト・オブ・ハー・マインド」ビデオにレレ・ポンズ、ヴェイル・ジェンタと出演した。また、タイラー・ペリーのホラー・コメディ続編『ブー2！マデアハロウィーン』にアンナ役として出演した。
2018年2月、メディア企業ATTNとパートナーシップを結んだ。この提携により、ストッキングは自身のYouTubeチャンネル向けに科学関連の動画を作成した。
2018年4月、プー・ベア、ジャスティン・ビーバー、ジェイ・エレクトロニカのシングル「ハード 2 フェース・リアリティー」の公式リリックビデオを制作、主演した。
2018年6月、InstagramのIGTVで教育シリーズ「ザ・サイエンス・オブ・ビューティー」を開始した。
2019年、ストッキングはクリエイターとして初めて、国際連合の「女性起業家の日パイオニア賞」を受賞した。

## 出演作品
- ブー2！マデアハロウィーン（2017年）アンナ役
- アンディヴァイディド ATTN:（2018年～）司会者
- サタニックパニック（2019年）クリステン・ラルソン役
- ヴァンキッシュ（2021年）ガイナ役
- iCarly（2021年）サニー・ジョンソン役